# Danil Wassiljew
Danil Wassiljew (kasachisch Данил Васильев; geboren am 22. Juli 2004) ist ein kasachischer Skispringer.

## Werdegang
Danil Wassiljew trat erstmals im Dezember 2016 bei Skisprung-Wettbewerben im FIS Cup international in Erscheinung.
In der Saison 2019/20 gab er am 13. Juli 2019 auf der Lyzhnyy Tramplin Burabay in Schtschutschinsk sein Debüt im Skisprung-Continental-Cup mit einem 35. Platz. Am darauffolgenden Tag belegte er den 32. Rang. Im Winter 2019/20 nahm er regelmäßig an Wettbewerben im Rahmen des Continental Cups teil. Mitte Februar erreichte er als 26. beziehungsweise 29. in beiden Einzelspringen im US-amerikanischen Iron Mountain die Punkteränge. In der Gesamtwertung lag er am Saisonende mit den dabei erzielten sieben Punkten auf Rang 148. Daneben nahm Wassiljew an den Olympischen Jugend-Winterspielen 2020 in Lausanne teil und wurde im Einzelspringen von der Normalschanze Neunter.
Nachdem die kasachischen Skispringer in der Saison 2020/21 aufgrund der COVID-19-Pandemie zunächst daran gehindert waren, an internationalen Wettbewerben teilzunehmen, nahm Wassiljew ebenso wie Landsmann Sabyrschan Muminow am Willingen Six 2021 teil und debütierte damit im Alter von 16 Jahren im Skisprung-Weltcup. Dabei scheiterte er zunächst mit einem 54. Platz an der Qualifikation für den ersten Wettbewerb am Samstag, nahm aber am Sonntag, 31. Januar 2021, am zweiten Einzelspringen, dessen Qualifikation wetterbedingt abgesagt worden war, teil und belegte in dem in nur einem Durchgang ausgetragenen Wettbewerb den 54. und letzten Rang.
Im rumänischen Râșnov steigerte er sich am 19. Februar 2021 mit seinem bis dahin besten Resultat im Weltcup auf den 40. Platz. Wassiljew erreichte bei den Nordischen Skiweltmeisterschaften 2021 in Oberstdorf im Einzelspringen von der Normalschanze am 27. Februar 2021 den 49. Platz. Er war der jüngste Teilnehmer in diesem Wettbewerb. Am 5. März 2021 erreichte er im Einzel von der Großschanze den 47. und am darauffolgenden Tag im Teamwettbewerb gemeinsam mit Nurschat Tursynschanow, Sabyrschan Muminow und Sergei Tkatschenko den 14. und letzten Platz. Im Weltcup trat er in dieser Saison anschließend nicht mehr an und blieb somit ohne Wertungspunkte.
Im Sommer 2021 startete Wassiljew am 7. August mit einem 45. Platz in Courchevel erstmals im Skisprung-Grand-Prix. Am 5. September erzielte er mit einem 14. Platz in Schtschutschinsk seine ersten Wertungspunkte in dieser Wettbewerbsserie, die er in diesem Jahr auf dem 62. Rang der Gesamtwertung abschloss. Im Winter 2021/22 kam er regelmäßig in Qualifikationsdurchgängen für Wettbewerbe im Weltcup zum Einsatz, die er erstmals am 8. Januar 2022 in Bischofshofen erreichte. Für die Olympischen Winterspiele 2022 in Zhangjiakou wurde er als einziger Skispringer neben Sergei Tkatschenko für das kasachische Team nominiert. Dort belegte er den 46. Platz im Einzelspringen von der Normalschanze. Bei den Nordischen Junioren-Skiweltmeisterschaften 2022 im polnischen Zakopane wurde er im Einzel 24. und im Mannschaftswettbewerb mit dem kasachischen Team Zehnter.

## Statistik

### Weltcup-Platzierungen
| Saison  | Platz | Punkte |
| ------- | ----- | ------ |
| 2024/25 | 52.   | 013    |

### Grand-Prix-Platzierungen
| Saison | Platz | Punkte |
| ------ | ----- | ------ |
| 2021   | 062.  | 0018   |
| 2022   | 080.  | 0003   |

### Continental-Cup-Platzierungen
| Saison  | Sommer | Sommer | Winter | Winter | Gesamt | Gesamt |
| Saison  | Platz  | Punkte | Platz  | Punkte | Platz  | Punkte |
| ------- | ------ | ------ | ------ | ------ | ------ | ------ |
| 2019/20 | —      | —      | 101.   | 0007   | 148.   | 0007   |
| 2021/22 | 062.   | 0034   | —      | —      | 105.   | 0034   |